# Orchestra Ulster
L'Orchestra Ulster è un'orchestra sinfonica con sede a Belfast, l'unica orchestra professionale a tempo pieno in Irlanda del Nord. L'orchestra suona la maggior parte dei suoi concerti nella Ulster Hall di Belfast e Waterfront Hall. Dà concerti in tutta l'Irlanda del Nord, tra cui spettacoli al Festival di Belfast, al Wexford Opera Festival, al Festival Kilkenny Arts, e alla National Concert Hall, Dublino. Dal 1985 l'Orchestra è stata un'assidua frequentatrice dei The Proms. L'orchestra impiega attualmente 63 musicisti a tempo pieno e 17 personale di supporto amministrativo.

## Storia
L'orchestra fu fondata nel 1966 dall'Arts Council of Northern Ireland, con Maurice Miles come suo primo direttore principale e János Fürst come primo violino/capo. Fürst in seguito divenne assistente direttore dell'orchestra. L'Orchestra esiste nella sua forma attuale dal 1981, quando la BBC Northern Ireland Orchestra (BBC NIO) fu sciolta. Fu poi fondata l'Ulster Orchestra Society Ltd, una società a responsabilità limitata e un ente di beneficenza, con il finanziamento del Council of Northern Ireland, la BBC, il Belfast City Council e Gallaher Ltd. e la dimensione dell'Orchestra aumentò con gli orchestrali provenienti dal disciolto BBC NIO.
I direttori più importanti del passato sono stati Bryden Thomson, Vernon Handley, Yan Pascal Tortelier, Dmitry Sitkovetsky, Thierry Fischer, e Kenneth Montgomery. Handley ha anche detenuto il titolo di Direttore Onorario dal 2003 fino alla sua morte nel 2008. Direttore d'orchestra ospite importante è stato Paul Watkins. JoAnn Falletta è stata direttrice principale dell'orchestra dal 2011 al 2014, la prima americana ed il primo direttore donna a ricoprire l'incarico. Nel mese di gennaio 2014 l'orchestra annunciò la nomina di Rafael Payare come suo tredicesimo direttore principale, con effetto dalla stagione 2014-2015.
Compositore associato del passato dell'orchestra è stato Brian Irvine, l'attuale è Ian Wilson. Amministratori delegati passati dell'orchestra hanno compreso David Byers, che è stato nominato amministratore delegato ad interim nel giugno 2002 ed è stato formalmente nominato alla posizione nel marzo 2003, inizialmente con un contratto di 5 anni. Si è ritirato dalla carica nel settembre 2010, dopo che Dick Mackenzie divenne amministratore delegato ad interim. Declan McGovern è stato amministratore delegato distaccato dalla BBC tra il gennaio 2011 ed il marzo 2012. Ed Smith è stato amministratore delegato ad interim tra luglio e dicembre 2012. Rosa Solinas tra febbraio 2013 e marzo 2014.
L'orchestra ha effettuato registrazioni commerciali per etichette come Chandos, Naxos Records e Toccata Classics.

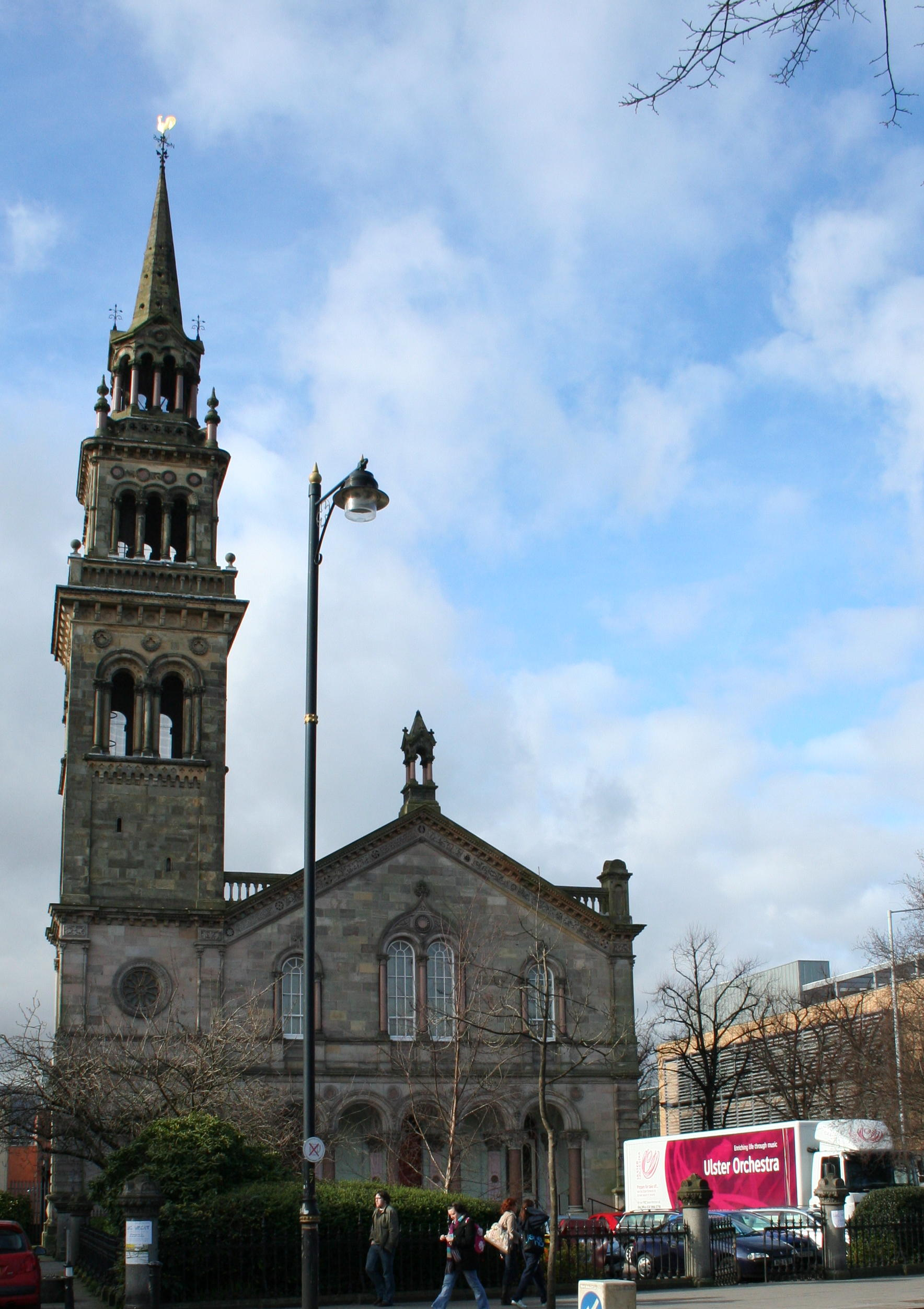
Preparing for a concert at the Elmwood Hall, Belfast

## Finanziamenti
L'Ulster Orchestra Society Ltd riceve un finanziamento di base dall'Arts Council of Northern Ireland e dal Belfast City Council. Attraverso un accordo con la BBC, la UOS riceve pagamenti significativi per un determinato numero di registrazioni di trasmissioni (parte essenziale e vitale per far quadrare il finanziamento). La BBC mantiene i diritti di distribuzione esclusivi nel corso degli spettacoli che essa registra. Questi vengono trasmessi localmente su Radio Ulster ed a livello nazionale su BBC Radio 3.
Ulteriori finanziamenti provengono da premi della Lotteria per l'aumento degli spettatori e nuovi lavori, da consigli locali per i concerti e le attività di formazione, dal Dipartimento della Cultura, Arte e tempo libero, per i lavori di capitale ed il turismo, e da un certo numero di trust e fondazioni per progetti specifici per il personale.
Altre fonti principali di reddito comprendono gli incassi al botteghino, le vendite di programmi e la pubblicità, gli sponsor aziendali (tra cui un finanziamento aggiuntivo da Arts and Business), gli abbonamenti degli amici, Gift Aid e le donazioni filantropiche private, compresi i lasciti.
Il fatturato annuo dell'orchestra nel 2001/02 è stato superiore a £ 3,4 milioni. Byers ha guidato l'orchestra attraverso problemi finanziari recenti, tra cui l'aumento di una sovvenzione da parte dell'Art Council of Northern Ireland da GB £ 1.34 milioni (2002) a £ 1,69 milioni (2003) ed a £ 2.05 (2008).
Nel mese di ottobre 2014, fu detto che l'orchestra poteva essere costretta a chiudere, avendo perso il 28% del suo finanziamento pubblico. Al Belfast City Council fu chiesto di eseguire un piano di salvataggio che comprendesse un fondo di garanzia di £ 500,000 e l'uso gratuito della Ulster Hall. Il 23 novembre 2014 l'orchestra tenne un flash mob nel mercato di San Giorgio per sensibilizzare il loro problema di finanziamento e per chiedere supporto. Alla fine di novembre, il Belfast City Council offrì £ 100.000 come pegno condizionale all'orchestra, se fosse stato ottenuto un finanziamento supplementare da altre fonti e se l'orchestra avesse offerto un piano per affrontare una previsione di deficit per il 2015 di £ 850.000.

## Formazione e sensibilizzazione della comunità
L'Orchestra Ulster intraprende una serie di progetti di sensibilizzazione, tra cui laboratori nelle scuole in tutta l'Irlanda del Nord, i colloqui pre-concerto e corsi di perfezionamento per uno strumento. L'Orchestra ha ricevuto il primo premio della Royal Philharmonic Society per un progetto di formazione (a West Belfast). recenti grandi progetti intracomunitari che coinvolgono scuole di Belfast in aree di disagio sociale compresero Gulliver nel 2005, A Marvellous Medicine nel 2007 e The Pied Piper nel 2009. Brian Irvine, poi compositore Associato dell'Orchestra, compose le musiche per questi ultimi due progetti. Al progetto The Pied Piper fu assegnato il marchio Inspire del 2012 delle Olimpiadi della Cultura di Londra.

## Commissioni
Grazie al suo lavoro con la BBC e/o con l'aiuto del Consiglio delle Arti del Fondo Lotteria dell'Irlanda del Nord, ci furono molte commissioni per i compositori in Irlanda e Irlanda del Nord, tra cui Ciarán Farrell, Elaine Agnew, Gerald Barry, Michael McGlynn, Derek Bell, David Byers, Bill Campbell, Donnacha Dennehy, Stephen Gardner, Deirdre Gribbin, Philip Hammond, Piers Hellawell, Rachel Holstead, Marion Ingoldsby, Brian Irvine, Frank Lloyd, Neil Martin, Kevin O'Connell, Ian Wilson e Paul Wilson.
I compositori commissionati da GB comprendono Mark Bowden, Edward McGuire, Stephen McNeff, John Tavener, Adrian Thomas e Malcolm Williamson. Quelli commissionati da fuori dell'UK e Irlanda includono Lyell Cresswell, Rodion Shchedrin, Pawel Szymanski e Kevin Volans.

## Direttori principali
- Maurice Miles (1966–1967)
- Sergiu Comissiona (1967–1969)
- Edgar Cosma (1969–1974)
- Alun Francis (1974–1976)
- Bryden Thomson (1977–1985)
- Vernon Handley (1985–1989)
- Yan Pascal Tortelier (1989–1992)
- En Shao (1992–1995)
- Dmitry Sitkovetsky (1996–2001)
- Thierry Fischer (2001–2006)
- Kenneth Montgomery (2007–2010)
- JoAnn Falletta (2011–2014)
- Rafael Payare (2014–2019)
- Daniele Rustioni (2019–ad oggi)